# 哥林多前书第14章
哥林多前书14章是保罗写给哥林多教会的《哥林多前书》中的一章，其中所阐述的早期教会的实行、在教会中的说预言和说方言，以及妇女在教会中的角色，都对日后教会的发展产生了深远的影响。

## 早期教会模式
热衷于恢复到初期教会模式的基督徒都非常重视哥林多前书14章，因为这是圣经中极少提到初期教会聚会方式以及聚会内容的几处圣经章节之一。例如，地方教会的领袖、圣经学者李常受在许多著作中，一再引用14章的1节“你们要追求爱，更要切慕属灵的恩赐，尤其要切慕申言”、4节“那说方言的，是建造自己，但那申言的，乃是建造召会。”和12节“你们也是如此，既渴慕灵，就要为着召会的建造，寻求得以超越”，着重强调恩赐的目的是为了建造教会，而申言（和合本译为“作先知讲道”）是一种超越的恩赐，远高于一些较为低下的追求，并且于建造教会极为重要。

## 说方言
灵恩派教会都极为重视哥林多前书14章中关于说方言的部分。

## 女性任命
本章34节和35节说到妇女在教会中的角色，通常被用作反对任命女性的根据。